# Сайренсестер
Са́йренсестер (англ. Cirencester [ˈsaɪrənsɛstər]) — город в графстве Глостершир, на юго-западе Англии, главный город района Котсуолдс. Рядом с Сайренсестером находится исток реки Темзы.

## История
Был известен, вместе с Сент-Олбансом и Колчестером, как важный центр Римской империи на территории Англии.

## Достопримечательности
Церковь Св. Иоанна Крестителя (англ.), кафедра церкви датируется 1515 годом и является одной из немногих сохранившихся в Англии кафедр предреформаторского стиля.
В западной части города находится Сайренсестерский парк, заложенный в 1712 году первым графом Батертским. В устройстве парка принимал участие известный английский поэт Александр Поп (1688—1744).
Тисовая изгородь Сайренсестерского дворца считается самой высокой в мире.